# Luigi Bucciante
Luigi Bucciante (Licata, 1º gennaio 1902 – Padova, 19 febbraio 1994) è stato un medico e anatomista italiano.

## Biografia
Nacque a Licata da genitori di Fossacesia. Rimase orfano di mamma in tenerissima età. Nel 1924 si laureò in Medicina a Firenze. Nel 1925 fece parte dell'Istituto Anatomico dell'Università di Torino guidato dall'anatomista Giuseppe Levi.Nel 1938 gli venne provvisoriamente affidata  la direzione dell'Istituto. Lavorò quindi a Chieti, Firenze, Torino, Bari,e Padova,dove successe a Tullio Terni nella direzione dell'Istituto di Anatomia Normale di Padova nel 1947. Fu autore di oltre 200 pubblicazioni scientifiche.

## Opere
- Istologia,CEDAM 1966;
- Revisione della X edizione del famoso trattato di anatomia di Chiarugi divenuto Chiarugi-Bucciante-Istituzioni di anatomia dell'uomo,1969-Vallardi;
- Anatomia Umana,Piccin-1986 ,un manuale indirizzato agli studenti di medicina per lo studio dell'anatomia ,mentre il trattato Chiarugi-Bucciante, vista la mole dell'opera, risulta più utile per approfondimenti e consultazione.